# 聖地牙哥·德尼亞
聖地牙哥·德尼亞·桑切斯（西班牙語：Santiago Denia Sánchez，1974年3月9日—），通常稱為桑蒂（Santi），是一名前西班牙足球運動員，司職中後衛，現時擔任教練。
桑蒂的職業生涯在西甲總共為11個球季並上陣298場（打入兩球）。他只效力阿爾巴塞特和马德里竞技這兩間西班牙俱樂部。他協助馬競嬴得1995–96賽季西班牙足球甲級聯賽冠軍。

## 球會生涯
桑蒂出生在卡斯蒂利亚-拉曼恰阿爾巴塞特。他的職業生涯始於其家鄉俱樂部阿爾巴塞特。他在年僅18歲就在西甲正式上陣。並且自動成為俱樂部主力，是俱樂部不可或缺的主力球員。
在1995年的夏季轉會窗中，桑蒂與馬德里競技簽署合約，加盟這支馬德里俱樂部。在桑蒂的第一個效力床單軍團的賽季，他就幫助馬競奪得聯賽和西班牙國王盃冠軍，成為雙料冠軍。而他在后防線上也經常配搭俱樂部的青訓球員胡安·曼努埃爾·洛佩斯和羅伯托·索洛薩巴爾。而桑蒂在這一個球季上陣37場聯賽。
馬競在1999-00球季降級後（他在這一球季總共獲得17張黃牌，為他職業生涯最多的一次），桑蒂明顯開始不受重用。在2004-05球季，馬競簽入（伊瓦涅斯也是來自阿爾巴塞特）之後，桑蒂已經沒有再為馬競上陣。隨後他以租借方式返回他的母會。 他在同年6月正式轉投母會阿爾巴塞特。但此時的阿爾巴塞特已經在西乙中作賽。而桑蒂也在效力母會兩個球季後選擇退役。
最終，桑蒂在2009年2月回到馬德里競技，以助理教練身份協助主教練阿贝尔·雷西诺， 而阿贝尔·雷西诺是取代剛離任的哈维尔·阿吉雷。桑蒂在同年10月24日對陣馬略卡的比賽擔任看守領隊，直至被任命為新教練為止。 

## 國家隊生涯
桑蒂曾經為西班牙國家隊上陣兩次。他在1997年10月11日在面對法羅群島的1998年世界盃外圍賽中首次上陣，協助鬥牛軍團在希洪以3:1擊敗對手。 他在同年5月對陣瑞典的友誼賽中上陣。但遺憾地，他最終沒有進入法國世界盃的最後23人大名單。
在此之前，桑蒂曾經替西班牙參加1996年夏季奧林匹克運動會足球比賽。

## 榮譽
馬德里競技
- 西甲: 1995–96
- 國王盃: 1995–96冠軍

西班牙U21
- 歐洲U-21足球錦標賽: 1996年亞軍[7]

## 外部連結
- BDFutbol球員檔案 （页面存档备份，存于） （英文）
- BDFutbol教練檔案 （页面存档备份，存于） （英文）
- 國家隊資料 （页面存档备份，存于） （英文）
- 聖地牙哥·德尼亞在 National-Football-Teams.com 上的出场纪录